# Altes Rathaus Floß

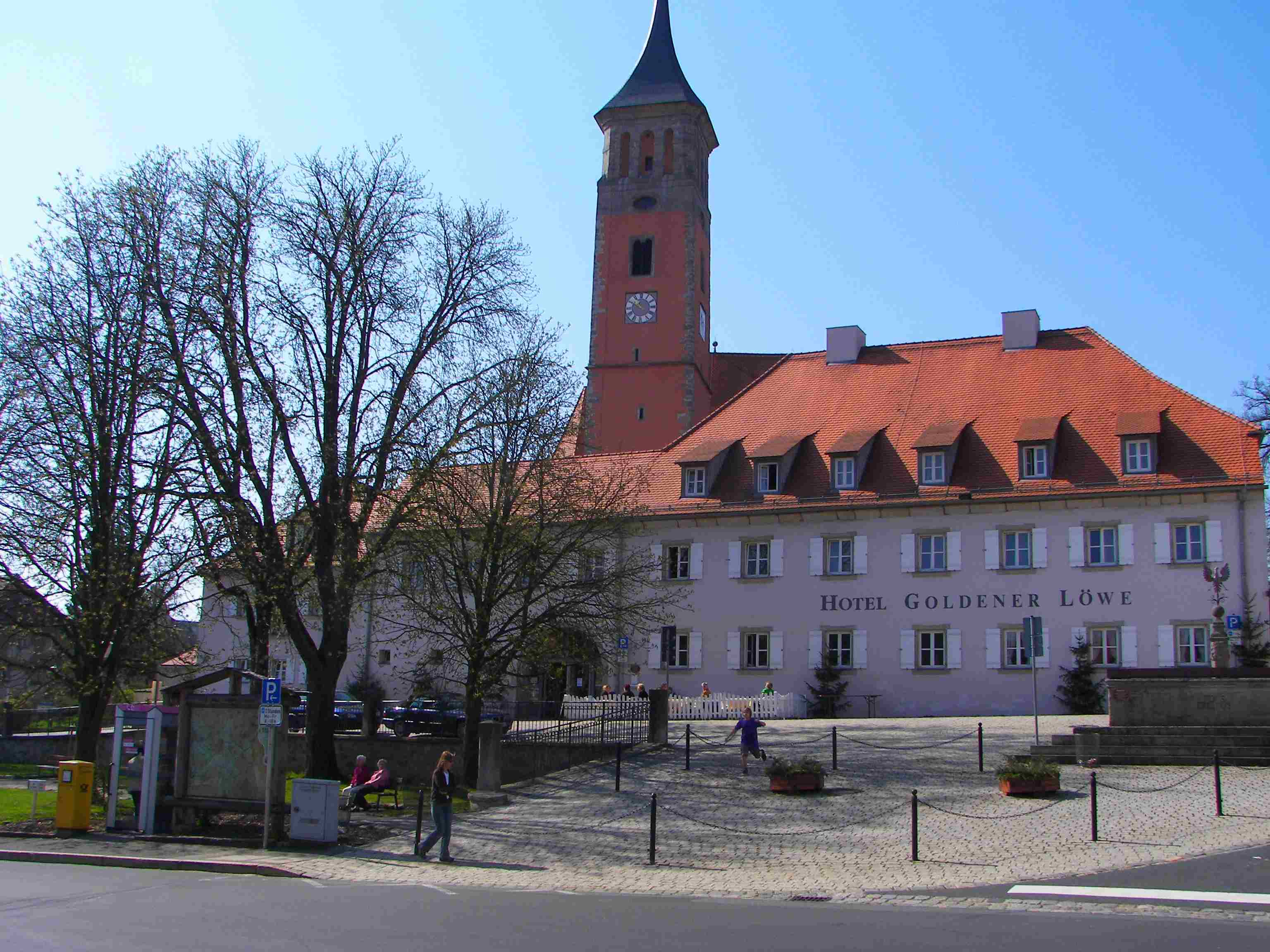
Altes Rathaus von Floß, seit 1813 Gasthaus „Goldener Löwe“

Das Alte Rathaus Floß wurde spätestens 1561 erbaut. 1615 war hier ein Raum für die Unterrichtung von 60 Knaben und 44 Mädchen eingerichtet sowie eine Kammer für den Lehrer, die zugleich seine Wohnung war. Bis 1813 war dies das Rathaus von Floß.
Nach dem großen Stadtbrand von 1813 verkaufte die Marktgemeinde die Brandstätte an den gut bemittelten Gastwirt Christoph Schopper, der auf der Brandstätte das stattliche Anwesen des „Goldenen Löwen“ errichtete. Die Überreste des Vorgängerbaus sind noch in den Erdgeschossräumen des später zum Gasthaus gewordenen Hauses zu erkennen. An der Nordwestecke der Außenfassade ist ein eingemauerter Granitstein mit der Jahreszahl 1561 vorhanden. 